# Hydroeciodes marcona
Hydroeciodes marcona là một loài bướm đêm trong họ Noctuidae.